# プシューケー
プシューケー（古希: Ψῡχή, Psūkhḗ, 羅: Psȳchē）とは、ギリシア神話に登場する女性の名で、この言葉は古代ギリシア語で心・魂・蝶を意味する。
プシュケ、プシュケー、プシケー、プシケ、または英語読みでサイキとも表記される。
アープレーイウスのラテン小説『黄金の驢馬』の中の挿話『クピードーとプシューケー』に登場する。ラテン文学であるため、ウェヌス、クピードーといったローマ神話の神名が用いられているが、ギリシア神話の一編として紹介される場合、アプロディーテー、エロースとギリシア神話の神名に直されていることが多い。本項の説明においては原書のとおりローマ神話の名前で表記する。

## 概要

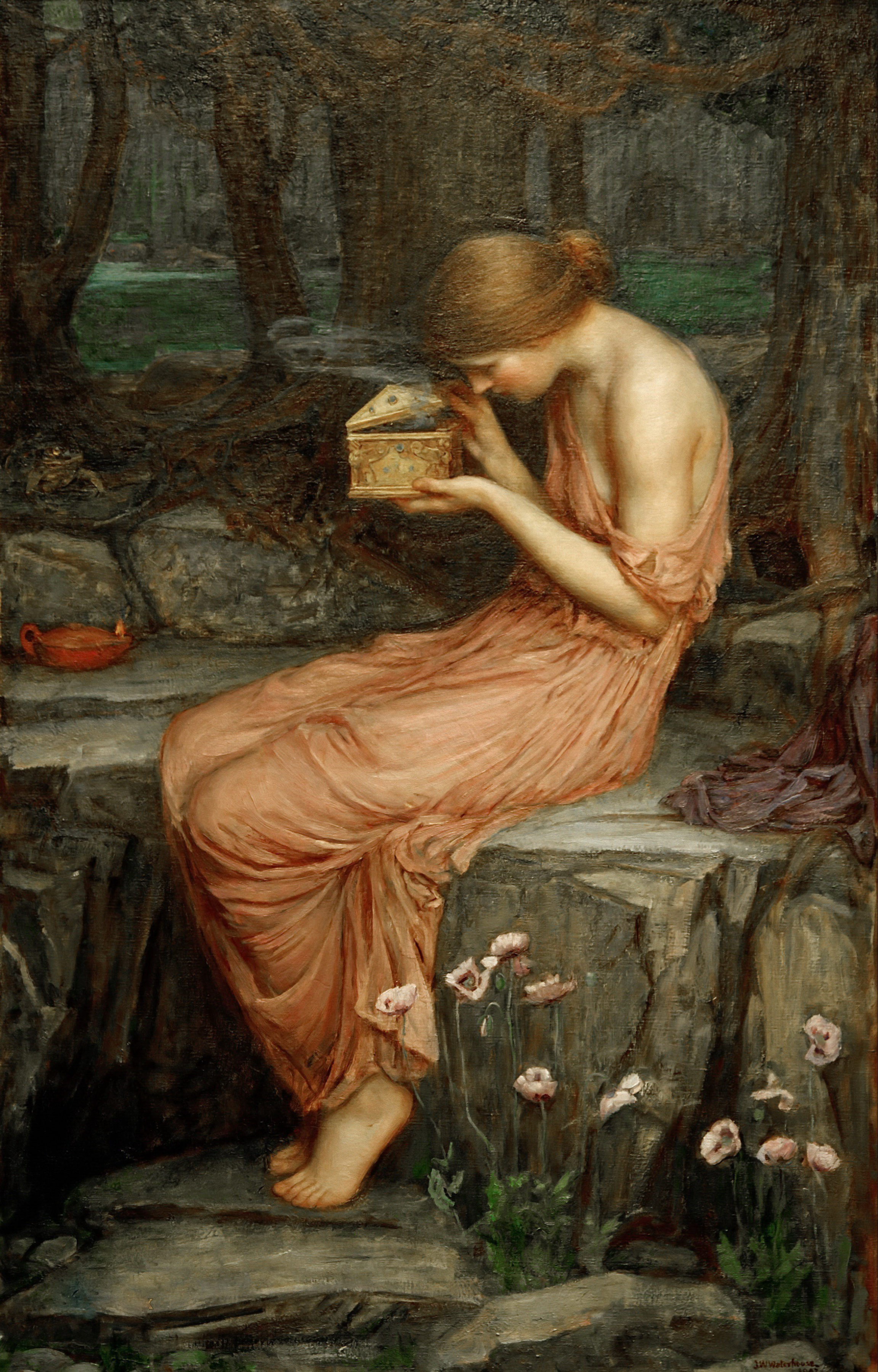
黄金の箱を開けるプシューケー。ジョン・W・ウォーターハウス画

ある国の3人の王女はいずれも美しく、中でも末のプシューケーの美しさは美の女神、ウェヌスへ捧げられるべき人々の敬意をも集めてしまうほどであった。人間の女に負けることなど思いもよらなかったウェヌスは、息子クピードーにその愛の弓矢を使ってプシューケーに卑しい男と恋をさせるよう命じる。悪戯好きのこの愛の神は喜んで母の命令に従うが、誤って自分をも傷つけプシューケーへの愛の虜となってしまう。
プシューケーに求婚者が現れないことを憂いた父母はアポローの神託を受けるが、その神託とは、「山の頂上に娘を置き、『全世界を飛び回り神々や冥府でさえも恐れる蝮のような悪人』（ラテン文学ではおなじみの恋の寓喩である）と結婚させよ」という恐ろしいものであった。悲しむ人々の中プシューケーは一人神託に従うことを決意し、山に運ばれる。
ゼピュロスがこの世のものとは思えない素晴らしい宮殿にプシューケーを運び、宮殿の中では見えない声が、この中のものはすべてプシューケーのものだといい、食事も音楽も何もかもが心地よく用意されていた。夫は夜になると寝所に現れるのみで姿を見ることはできなかった。宮殿での生活を楽しんでいたプシューケーだが、やがて家族が恋しくなり、渋る夫を泣き落として二人の姉を宮殿に招く。プシューケーの豪華な暮らしに嫉妬した姉達は、姿を見せない夫は実は大蛇でありプシューケーを太らせてから食うつもりであると説き、夫が寝ている隙に剃刀で殺すべきであるとけしかけた。
この言葉を信じたプシューケーが、寝ている夫を殺すべく蝋燭を持って近づくと、そこには凛々しい神の姿が照らし出された。驚いたプシューケーは蝋燭の蝋を落としてクピードーに火傷を負わせてしまう。妻の背信に怒ったクピードーはその場を飛び去る。
姉達の姦計にようやく気づいたプシューケーは姉達の元へ行くと、今度はクピードーは姉達と結婚するつもりだと嘘を教えた。喜んだ姉達はゼピュロスが宮殿へ運んでくれると思い、断崖から身を躍らせたが、風は運ばず、姉達は墜落してばらばらに砕けた。

## ウェヌスの試練

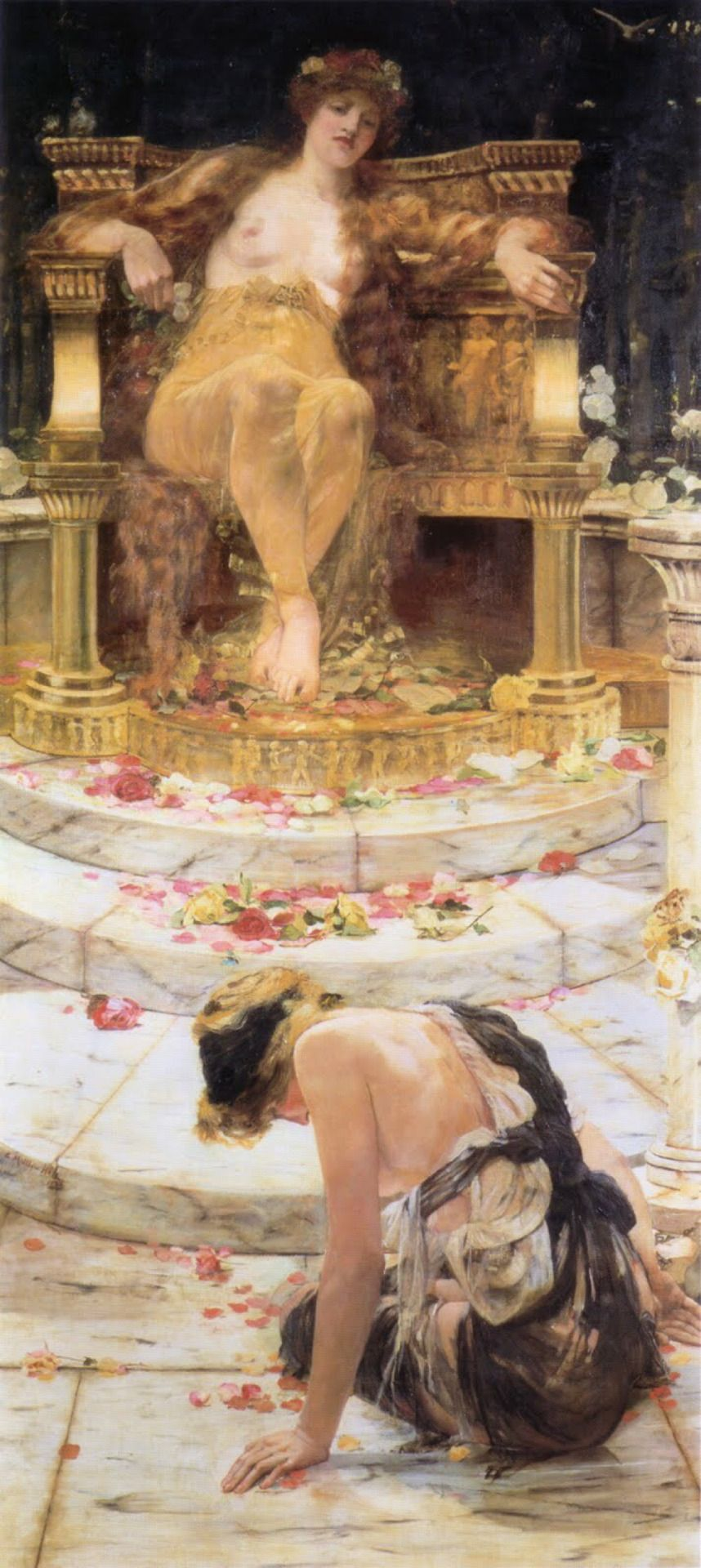
エドワード・マシュー・ヘイルの1883年の絵画『プシューケーと玉座の上のウェヌス』。ラッセル＝コーツ美術館所蔵。

一方ウェヌスは息子の醜聞に激怒し、ウェヌス自らの接吻を与えるという懸賞までかけてプシューケーを捕らえようとした。恐れたプシューケーはケレースに庇護を求めるが、ケレースは「ウェヌスとのつきあいがある」との理由で拒否した。そこで今度はユーノーに庇護を求めるが、ユーノーは「逃亡した奴婢をかくまってはならないことになっている」と法律を理由に拒否した。
かくて、愛を追いながらも世間のしがらみに行き場所をなくしたプシューケーは、観念してウェヌスのもとに出頭した。ウェヌスはプシューケーを捕らえて折檻し、次々と無理難題を押し付けた。しかし、大量の穀物の選別を命じられた際はどこからともなく蟻がやってきて手助けしてくれたり、凶暴な金の羊の毛を取ってくるよう命じられた際には河辺の葦が羊毛の取り方を助言してくれて、竜の棲む泉から水を汲むよう命じられた際はクピードーに可愛がられていたユーピテルの大鷲が水を汲んで来てくれるなど、不思議な助けを受けてウェヌスの難題を乗り越える。
業を煮やしたウェヌスは息子クピードーの火傷の介抱で衰えた美貌を補うために冥府の女王プロセルピナに美をわけてもらってくるよう命ずる。首尾よく美をわけてもらったプシューケーだが、自分の容色も衰えクピードーの愛も失うのではと不安になり、箱を開けないよう警告されていたにもかかわらず開けてしまう。しかし、中には冥府の眠りが入っていた。
傷の癒えたクピードーは昏倒している妻から冥府の眠りを取り去って箱に集め、ユーピテルにとりなしを頼む。ユーピテルはクピードーが良い女を見つけたら紹介することを条件にとりなしを了承する。ユーピテルはプシューケーに神の酒ネクタルを飲ませ神々の仲間入りをさせた。プシューケーはもう人間でないのだから身分違いの結婚ではないと説明され、ウェヌスもやっと納得した。かくて魂は愛を手に入れ、二人の間にはウォルプタース（「喜び」、「悦楽」の意）という名の子が生まれた。女神となったプシューケーが絵画に描かれるときには、蝶の翅を背中に生やした姿をとる例が多々見られる。